# María Murgueytio
María Murgueytio Velasco (Riobamba, 1927 - Quito, 3 de febrero de 2016) fue una educadora, activistas por los derechos de la mujer y política ecuatoriana; y, la primera mujer en ostentar el cargo de alcaldesa en Ecuador.

## Biografía
María Murgueytio Velasco fue la primera bachiller mujer graduada en el Colegio Pedro Vicente Maldonado, de Riobamba. De igual manera se convirtió en la primera mujer que impartió la cátedra de historia en dicho colegio. Además, lideró el movimiento de mujeres de la Chimborazo en favor de los derechos de la mujer y de conquistas para la ciudad y la provincia, durante la época de la dictadura militar ecuatoriana.
Fue elegida por votación popular en las  elecciones seccionales de 1978 al Consejo Municipal y designada vicealcaldesa de Riobamba. Tras lo cual asumió la alcaldía de la ciudad en el año 1983 ante la dimisión de su antecesor, Edelberto Bonilla, quien dejó el puesto para participar en las elecciones legislativas de 1984.
En su mandato destacan: la construcción de la avenida Yaruquíes, que recuerda la historia de la nacionalidad ecuatoriana desde los Reyes Duchicela; la apertura de vías urbanas y semiurbanas, conectando las parroquias rurales; la construcción de la red de agua potable, alcantarillado y la incorporación de nuevas fuentes de agua, garantizando el acceso a los servicios básicos de gran parte de la población.
María Murgueytio también fue rectora del Colegio Isabel de Godín, presidenta de la Sociedad Bolivariana del Ecuador, núcleo del Chimborazo, y de la Unión Nacional de Mujeres del Ecuador, impulsando siempre la lucha por la equidad de género y el fomento a la cultura.